# Ōki Takatō

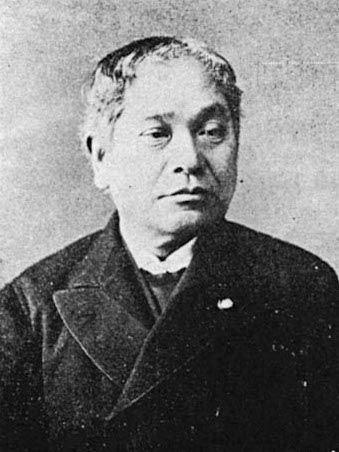
Ōki Takatō

Hakushaku Ōki Takatō (japanisch 大木 高任; * 23. März 1832 in Saga; † 26. September 1899 in Tokio) war ein japanischer Politiker während  der Meiji-Zeit.

## Leben und Werk
Ōki Takatō war ein Vetter von Ōkuma Shigenobu. Er wurde als Samurai geboren und beteiligte sich am Boshin-Krieg gegen das Shogunat. Nach der Meiji-Restauration 1868 engagierte er sich politisch, beaufsichtigte die Verlegung der kaiserlichen Hauptstadt von Kioto nach Tokio, wurde Gouverneur von Tokio, Innenminister, Minister für religiöse Angelegenheiten und Erziehung, bis er dann 1873 Justizminister wurde. In dieser Funktion schlug er eine 1876 Reihe von Aufständen gegen die Regierung nieder, wie den „Hagi-Aufstand“ und der „Jimpūren-Aufstand“. Er erhielt diesen Posten wieder 1880 und leitete das Komitee, das das bürgerliche Recht formulieren sollte.
1885 wurde Ōki Präsident des Genrōin. Er war dann ab 1885 Mitglied des Sūmitsu-in und von 1889 bis 1891 und dann 1892 dessen Präsident. Nach Inkrafttreten der Verfassung war er von 1890 bis 1991 im 1. Yamagata-Kabinett  Minister ohne Geschäftsbereich und anschließend im 1. Matsukata-Kabinett 1891 bis 1892 Kultusminister.